# Montaña de Riaño (comarca agraria)

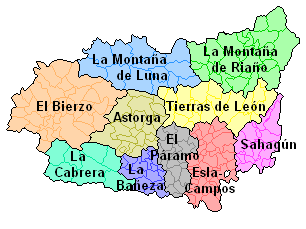
Ubicación de la Montaña de Riaño en la provincia

La Montaña de Riaño es una comarca agraria española situada al noreste de la provincia de León.

## Características geográficas

### Descripción y superficie

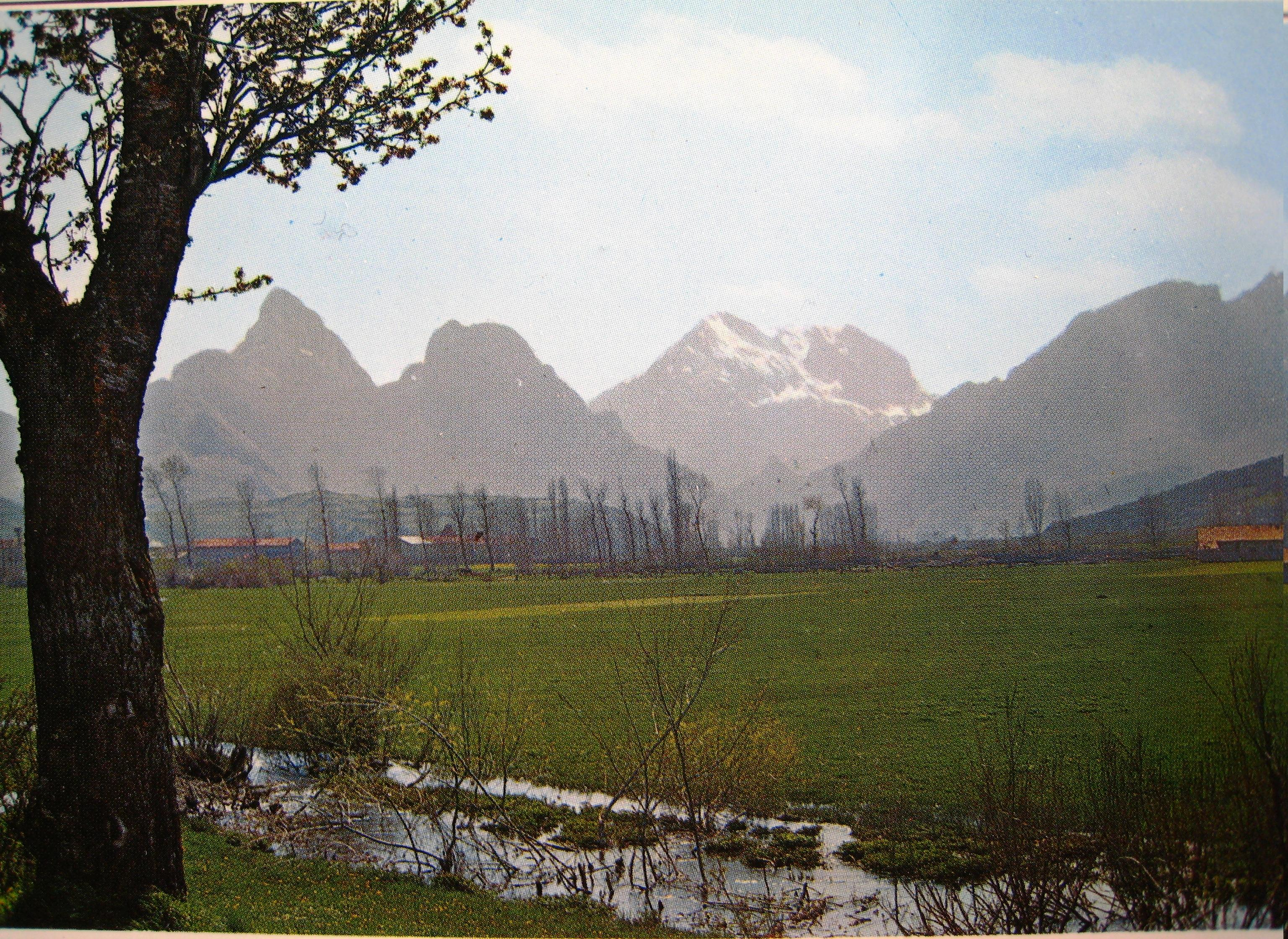
Vista del valle de Riaño en su estado original

Se localiza al noreste de la provincia, conectada con Asturias y Cantabria a través de los puertos de San Isidro y San Glorio. Presenta un relieve accidentado, con altitudes entre 894 y 2014 metros, coronado por los macizos de Torre del Llambrión, Peña Prieta y Peña Santa. En su red hidrológica destacan los ríos Curueño, Valdeón, Cea, Porma y Esla, además de los embalses de Porma y Riaño. Su territorio abarca, según datos de 2007, una superficie de 241 759 ha. e incluye 23 municipios, de los cuales los más extensos son Boca de Huérgano (291,84 km²), Boñar (180,62 km²) y Puebla de Lillo (171,40 km²).
| Municipio          | Superficie (km²) | Municipio       | Superficie (km²) |
| ------------------ | ---------------- | --------------- | ---------------- |
| Acebedo            | 50,18            | Prioro          | 48,98            |
| Boca de Huérgano   | 291,84           | Puebla de Lillo | 171,4            |
| Boñar              | 180,62           | Reyero          | 26,2             |
| Burón              | 157,71           | Riaño           | 97,63            |
| Cármenes           | 154,22           | Sabero          | 24,94            |
| Cistierna          | 97,61            | Valdelugueros   | 143,47           |
| Crémenes           | 153,12           | Valdepiélago    | 56,81            |
| La Ercina          | 105,02           | Valderrueda     | 160,78           |
| Maraña             | 33,57            | La Vecilla      | 44,29            |
| Matallana de Torío | 73,45            | Vegacervera     | 34,89            |
| Oseja de Sajambre  | 73,31            | Vegaquemada     | 72,95            |
| Posada de Valdeón  | 164,6            |                 |                  |

### Geología y edafología
Geológicamente, su territorio se compone principalmente de pizarras, areniscas, conglomerados, carbón y calizas del Carbonífero, areniscas, calizas y pizarras del Devónico, arcillas arenosas, arcillas, areniscas y margas del Neógeno, y rañas del Cuaternario. Entre los suelos más representativos están ustochrept (36 %), cryochrept (17 %) y xerochrept (15%). El primero se caracteriza por ser básico, con poco contenido en materia orgánica, profundidad media y de textura franco-arcillosa. El segundo es un suelo muy profundo (más de 150 cm), con bajo contenido en materia orgánica, pH ácido y textura franco-arenosa. El último es un suelo profundo (100-150 cm), con bajo contenido en materia orgánica, ligeramente ácido y de textura franco-arenosa.

### Clima
Según la clasificación agroclimática de Papadakis, su territorio posee tres tipos climáticos, uno Marítimo fresco en su franja septentrional (Posada de Valdeón y Oseja de Sajambre), otro Patagoniano húmedo en su franja intermedia, y otro Mediterráneo templado fresco en su franja meridional. El periodo frío o de heladas, meses en los que la temperatura media de las mínimas es inferior a 7 °C, se extiende entre diez y doce meses en la franja central, de relieve más abrupto, y menos de nueve meses en los valles del norte y del sur de la comarca. El periodo cálido, con temperatura media máxima superior a 30 grados, varía entre 0 y 1 mes, y el periodo seco o árido varía de un mes al norte a tres meses al sur de Cistierna. En cuanto al régimen de humedad, el tercio septentrional se encuentra bajo un régimen Húmedo y la parte meridional bajo un régimen Mediterráneo húmedo.

## Características agrarias
El relieve montañoso impide el desarrollo de la agricultura, por lo que las tierras de cultivo representan solo un 0,5 % de la superficie, encontrándose en municipios meridionales como La Ercina o Cistierna. Entre los principales cultivos destacan los cereales (cebada, centeno, avena y maíz), la alfalfa, la veza y las praderas polífitas. La comarca, históricamente ganadera, cuenta con un 29,3 % de su superficie dedicada a prados y pastos. Por su parte, el terreno forestal representa algo más de la mitad de su superficie (52,5 %), con un 43 % de bosque de frondosas, un 6 % de bosque de coníferas, un 24 % de bosque mixto, un 9 % matorral boscoso de transición, un 17 % de landas y matorrales de vegetación mesófila y un 1 % de matorrales de vegetación esclerófila.
| Distribución de tierras (2004)       | Superficie (ha)            | Superficie (ha) | Superficie (ha) |
| Distribución de tierras (2004)       | Secano \| Regadío \| Total |                 |                 |
| Cultivos herbáceos                   |                            |                 |                 |
| Maíz                                 | 0                          | 59              | 59              |
| Cebada                               | 39                         | 110             | 149             |
| Avena                                | 94                         | 14              | 108             |
| Centeno                              | 125                        | 3               | 128             |
| Alfalfa                              | 2                          | 84              | 86              |
| Praderas polífitas                   | 13                         | 49              | 62              |
| Veza                                 | 66                         | 12              | 78              |
| Otros                                | 90                         | 35              | 125             |
| Cultivos leñosos                     |                            |                 |                 |
| Frutales                             | 2                          | 7               | 9               |
| Barbecho y otras tierras no ocupadas | 279                        | 8               | 287             |
| Tierras de cultivo                   | 710                        | 381             | 1091            |
| Prados naturales                     | 16 862                     | 1404            | 18 266          |
| Pastizales                           | 52 273                     | 0               | 52 273          |
| Prados y pastos                      | 69 135                     | 1404            | 70 539          |
| Monte maderable                      | 49 031                     | 34              | 49 065          |
| Monte abierto                        | 29 637                     |                 | 29 637          |
| Monte leñoso                         | 47 767                     |                 | 47 767          |
| Terreno forestal                     | 126 435                    | 34              | 126 469         |
| Erial a pastos                       | 7116                       |                 | 7116            |
| Terreno improductivo                 | 23 039                     |                 | 23 039          |
| Superficie no agrícola               | 6066                       |                 | 6066            |
| Ríos y lagos                         | 6454                       |                 | 6454            |
| Otras superficies                    | 42 675                     |                 | 42 675          |
| Superficie total                     | 238 955                    | 1819            | 240 774         |